# دیاموند (کالیفرنیا)
دیاموند (به انگلیسی: Diamond) یک منطقهٔ مسکونی در ایالات متحده آمریکا است که در شهرستان کنترا کوستا، کالیفرنیا واقع شده‌است. دیاموند ۱۳ متر بالاتر از سطح دریا واقع شده‌است.